# Divci (Valjevo)
Pour les articles homonymes, voir Divci.
Divci (en serbe cyrillique : Дивци) est un village de Serbie situé sur le territoire de la Ville de Valjevo, district de Kolubara. Au recensement de 2011, il comptait 629 habitants.

## Géographie et histoire

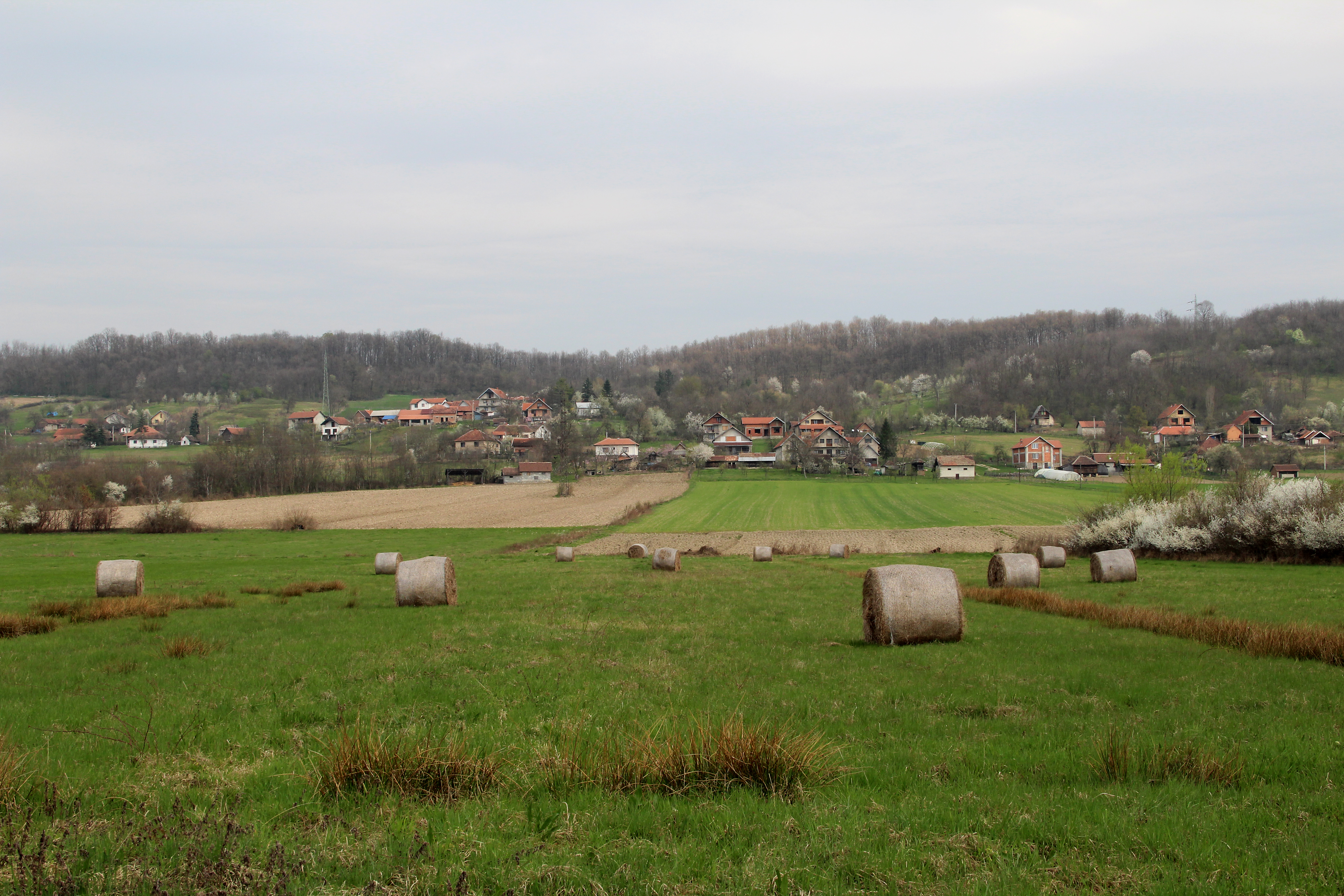
Le territoire du village
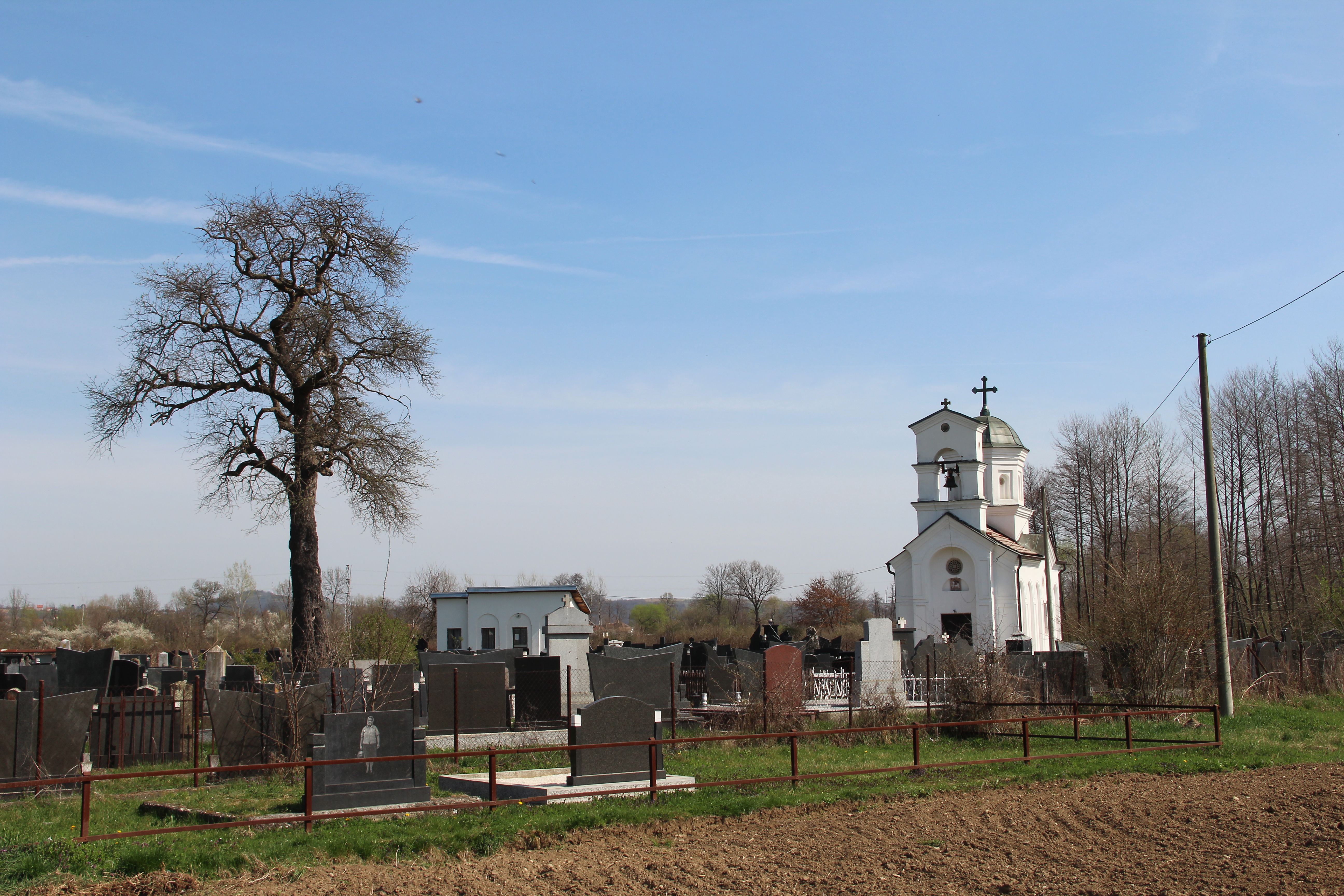
Le cimetière et l'église
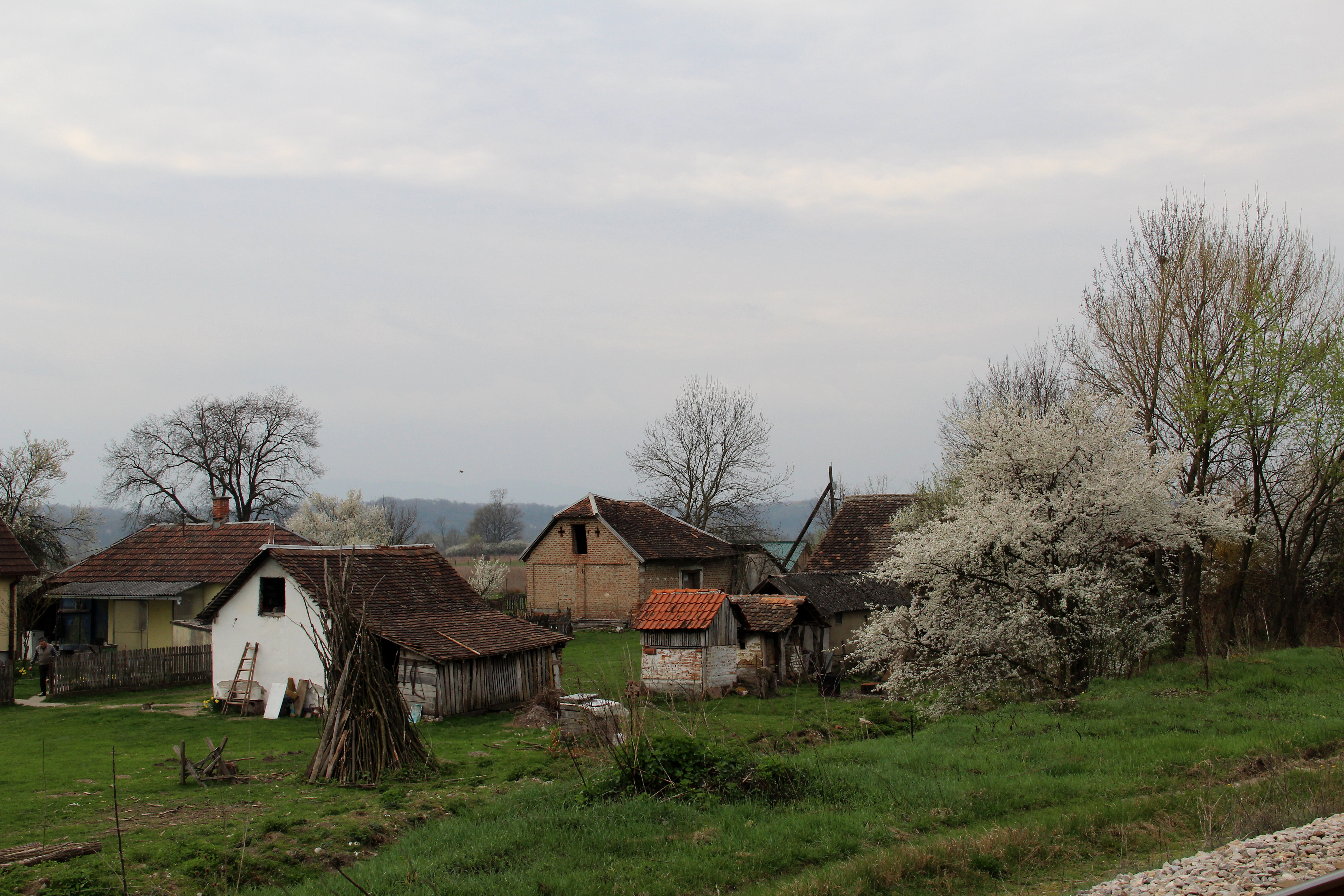
Propriété rurale à Divci
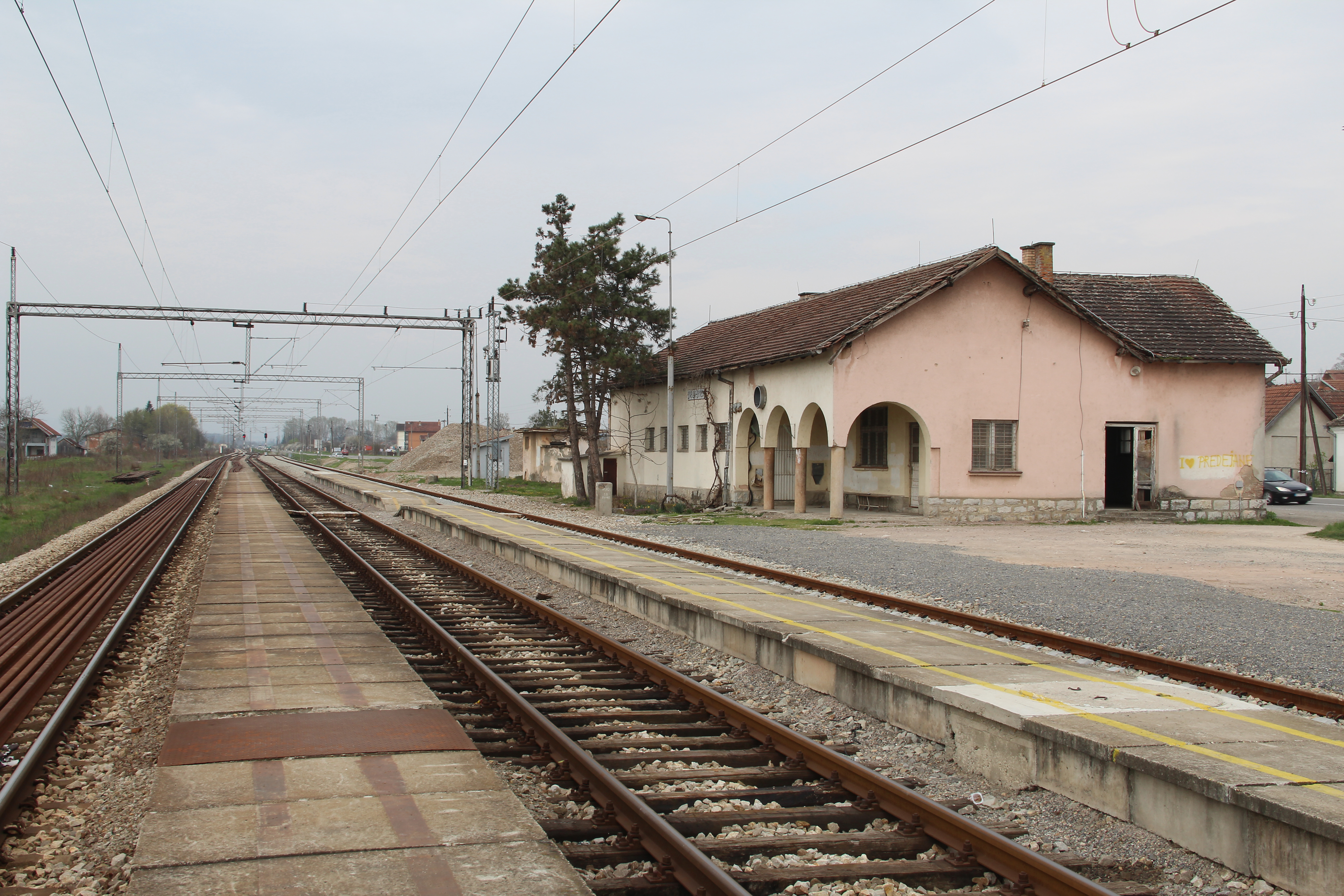
La vieille gare de Divci

## Démographie

### Évolution historique de la population
| 1948 | 1953 | 1961 | 1971 | 1981 | 1991 | 2002 | 2011 |
| ---- | ---- | ---- | ---- | ---- | ---- | ---- | ---- |
| 641  | 702  | 766  | 714  | 793  | 730  | 717  | 629  |

|  |